# Davilla minutifolia
Davilla minutifolia är en tvåhjärtbladig växtart som beskrevs av Claudio Nicoletti de Fraga. Davilla minutifolia ingår i släktet Davilla, och familjen Dilleniaceae. Inga underarter finns listade i Catalogue of Life.